# Borș, Bihor
Borș (în maghiară Bors) este satul de reședință al comunei cu același nume din județul Bihor, Crișana, România. Se află la 5 km de Oradea, la granița româno-maghiară, fiind punct de trecere a frontierei pe DN1.